# Игре на путу (филм из 2015)
Игре на путу (енгл. Road Games), познат и под насловом Погрешна рута (фр. Fausse Route), британско-француски је психолошки хорор филм из 2015. године, редитеља и сценаристе Абнера Пастола са Ендруом Симпсоном, Жозефин де ла Бом, Фредериком Пјероом и Барбаром Кремптон у главним улогама. Радња прати британског стопера који путује по Француској.
Филм је већим делом сниман у Енглеској, уз пет дана снимања у Француској. Премијерно је приказан на Фрајтфесту, 30. августа 2015, док је у биоскопима почео да се приказује тек наредне године. Добио је помешане оцене критичара и публике, па су га тако критичари сајта Ротен томејтоуз оценили са 84%, а публика знатно слабије са 44%.
Иако дели наслов и неколико детаља радње са филмом Ричарда Френклина из 1981, ови филмови нису званично повезани.

## Радња
Џек, млади британски стопер, путује по руралним деловима Француске како би дошао до трајектног пристаништа и вратио се кући. Након километара и километара пешачења, пред Џеком се зауставља ауто из ког непознати човек избацује жену напоље. Она му се представља као Вероника и говори да је, такође, стоперка.
Њих двоје настављају свој пут све док им ексцентрични човек по имену Гризард не понуди превоз и ноћење у његовој и кући његове жене Мери. Иако се Вероники не допада предлог, Џек успева да је убеди да га прихвате. Убрзо, пар сазнаје да се у близини дешава серија убистава и да убица још увек није ухваћен.

## Улоге
| Глумац            | Улога    |
| ----------------- | -------- |
| Ендру Симпсон     | Џек      |
| Жозефин де ла Бом | Вероника |
| Фредерик Пјеро    | Гризард  |
| Барбара Крамптон  | Мери     |
| Феодор Аткин      | Делакроа |
| Пјер Буланже      | Тијери   |